# Mauensee (sjö)
Mauensee är en sjö i Schweiz. Den ligger i den centrala delen av landet, 50 km nordost om huvudstaden Bern. Mauensee ligger 500 meter över havet. Arean är 0,55 kvadratkilometer. Den sträcker sig 0,9 kilometer i nord-sydlig riktning, och 0,9 kilometer i öst-västlig riktning.
Följande samhällen ligger vid Mauensee:
- Mauensee

Omgivningarna runt Mauensee är en mosaik av jordbruksmark och naturlig växtlighet. Runt Mauensee är det ganska tätbefolkat, med 104 invånare per kvadratkilometer. Årsmedeltemperaturen i trakten är 8 °C. Den varmaste månaden är juni, då medeltemperaturen är 19 °C, och den kallaste är december, med −4 °C. Genomsnittlig årsnederbörd är 1 854 millimeter. Den regnigaste månaden är november, med i genomsnitt 202 mm nederbörd, och den torraste är mars, med 76 mm nederbörd.